# Supermarine Swift
Il Supermarine Swift (Rondone) era un aereo da caccia monoreattore con ala bassa a freccia prodotto dall'azienda britannica Supermarine Aviation Works Ltd. negli anni cinquanta ed utilizzato dalla Royal Air Force.
Dopo un lungo sviluppo lo Swift è entrato in servizio come caccia intercettore, ma, a causa di una serie di incidenti di volo, la sua vita operativa rimase limitata. Una successiva versione da fotoricognizione venne realizzata a seguito della risoluzione di parte dei problemi delle versioni iniziali.

## Storia del progetto
Il programma dello Swift mosse i primi passi nel 1948 quando venne realizzato un primo prototipo, derivato dal caccia imbarcato Supermarine Attacker, dal quale si distingueva, prevalentemente, per l'impiego dell'ala a freccia. Questo primo progetto venne identificato dall'azienda produttrice con la sigla interna di Type 510 e, dopo una serie di prove poco soddisfacenti, venne seguito da un secondo prototipo (Type 535, dotato di motore turbogetto Rolls-Royce Nene con postbruciatore) ammodernato e dalle prestazioni sensibilmente migliori.
Nelle intenzioni dell'Air Ministry lo Swift avrebbe dovuto affiancare, nei reparti da caccia, lo Hawker Hunter come sostituto del Gloster Meteor.
Dopo una serie di collaudi incoraggianti, nel novembre del 1950, venne il primo ordine di produzione che riguardava 2 prototipi e 100 esemplari di serie dello Swift. Il debutto del primo prototipo, questa volta motorizzato con un Rolls-Royce Avon, avvenne il 5 agosto 1951 mentre il secondo prototipo volò il 18 luglio dell'anno successivo.
In questa fase comparvero gravi inconvenienti che, successivamente, vennero attribuiti a problemi di natura aerodinamica e che impegnarono in un gravoso lavoro di studio i tecnici della Supermarine.
Il primo dei 20 Swift della versione "F.1" venne completato il 25 agosto 1952.
La seconda versione ("F.2") fu caratterizzata da modifiche all'ala al fine di provvedere all'installazione di altri 2 cannoni da 30 mm, ma tali modifiche produssero una nuova serie di problemi di stabilità che si aggiungevano ai problemi nel frattempo manifestati dai propulsori, per risolvere i quali furono necessarie modifiche alle prese d'aria.
La successiva realizzazione di due nuove versioni ("F.3" ed "F.4") risolse solo in parte questa serie di inconvenienti; nel frattempo, era giunto il febbraio del 1954, la RAF decise di equipaggiare un solo reparto operativo con gli Swift.
L'ultima versione di serie ("FR.5"), oggetto di sostanziali modifiche strutturali e destinata a compiti di ricognizione fotografica, volò per la prima volta nel maggio del 1955.

## Tecnica

### Struttura
Monoplano, con struttura interamente metallica, ad ala bassa. Le ali erano a freccia con angolo di 40 °; nella versione "F.4" i piani orizzontali di coda avevano incidenza variabile. Era dotato di carrello triciclo anteriore e tutti gli elementi erano caratterizzati dalla presenza di una singola ruota.

### Motore
La propulsione dello Swift venne affidata ad un turbogetto Rolls-Royce Avon 114, malgrado l'impiego di un Rolls-Royce Nene nel Type 535 servito per lo sviluppo. A partire dalla variante "F.3" venne adottata la versione con postbruciatore. Il motore era alloggiato nel tronco centrale della fusoliera e le prese d'aria erano sistemate in posizione avanzata, immediatamente sotto la cabina di pilotaggio; il terminale di scarico era posizionato ben oltre il piano di coda verticale, per fare in modo che il flusso di scarico non disturbasse l'azione aerodinamica del timone.

### Armamento
L'armamento era costituito da 2 cannoni Aden da 30 mm, posizionati sul ventre della fusoliera, immediatamente dietro alle prese d'aria; nella versione "F.2", con una modifica del bordo d'entrata, vennero installati altri due cannoni dello stesso tipo.

## Impiego operativo
La carriera operativa dello Swift fu in realtà piuttosto breve (soprattutto in relazione al tempo impiegato per sviluppare il velivolo e per tentare di porre rimedio ai problemi evidenziati).
Un primo periodo di operatività vide impegnati i caccia (nelle diverse versioni realizzate), e durò tra il febbraio del 1954 ed il maggio del 1955. In questo periodo, a causa di una serie di incidenti occorsi nel frattempo, gli Swift dovettero sottostare a penalizzanti limitazioni operative: ai piloti vennero trasmesse indicazioni di non superare i 7 600 m di quota e di astenersi dal raggiungere la velocità del suono.
Nel corso dello stesso mese di maggio del 1955, divenne operativa la versione da ricognizione FR.5 che fu quella di maggior successo, poiché poté godere di tutte le migliorie nel frattempo apportate alla cellula che risolsero gran parte delle problematiche fino ad allora evidenziate. Impiegati dai reparti della RAF dispiegati in Germania nel corso della Guerra fredda, ebbero modo di vincere, nel 1957 e nel 1959, competizioni indette tra i reparti di volo in ambito NATO.
Alcuni esemplari vennero utilizzati, sul finire del 1956, per condurre osservazioni e rilevazioni nell'ambito dei test nucleari condotti nei pressi di Marlinga (Australia Meridionale) e conosciuti con il nome in codice di Operazione Buffalo.
Gli Swift vennero radiati dalla RAF nel 1961, sostituiti dagli Hawker Hunter FGA.10.

## Versioni
- Swift F.1: prima versione di produzione, impiegata nel ruolo di caccia intercettore (62 esemplari);

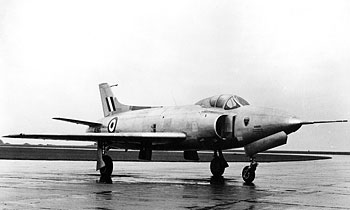
Uno Swift F.1

- Swift F.2: seconda versione da caccia (16) dotata di quattro cannoni Aden da 30 mm e una nuova ala con bordo d'entrata rivisto;
- Swift F.3: terza versione, ancora una volta da caccia (23) che montava il motore Avon RA.7R con postbruciatore;
- Swift F.4: ultima versione operativa da caccia, con piano di coda orizzontale ad incidenza variabile (6, successivamente riconvertiti in FR.5);
- Swift FR.5: versione destinata all'impiego come ricognitore fotografico, dotata di muso allungato per le fotocamere tettuccio completamente privo di intelaiatura e un'ulteriore nuova configurazione dell'ala, di corda maggiorata (58);
- Swift PR.6: progetto per una versione da ricognizione, senza armamento; rimase allo stadio di prototipo a causa dei ricorrenti problemi aerodinamici;
- Swift FR.7: versione da caccia (14 esemplari), avrebbe dovuto impiegare i missili aria-aria Blue Sky, ma venne impiegata solamente come piattaforma di prova per l'armamento missilistico.

Dati tratti dall'Enciclopedia L'Aviazione.

## Utilizzatori
Regno Unito
- Royal Air Force

### Pubblicazioni
- (EN) Alan Curry, Frank Goodridge, The Rise and Fall of the Swift, in FlyPast, Key Publications, maggio and July 1987.